# Telmo Kirst
Telmo José Kirst ComMM (Santa Cruz do Sul, 7 de abril de 1944 – Santa Cruz do Sul, 20 de dezembro de 2020) foi um advogado e político brasileiro filiado ao Partido Social Democrático (PSD). Pelo Rio Grande do Sul, foi deputado federal durante seis mandatos e secretário das Obras Públicas, Saneamento e Habitação no governo Britto. Vereador de Santa Cruz do Sul por dois mandatos, foi também presidente da Câmara Municipal.
Formado em direito pela Faculdade de Direito de Santa Maria, Kirst iniciou sua carreira política em 1972 como vereador de sua cidade natal, cargo ao qual foi re-eleito. Ocupou o cargo de deputado federal em seis legislaturas diferentes, de 1978 pela ARENA, de 1982, 1986 e 1990 pelo Partido Democrático Social (PDS), continuação do ARENA, de 1994 pelo Partido Progressista Reformador (PPR), do qual participou da fundação, e de 1998 pelo Partido Progressista Brasileiro, fusão do PPR com o Partido Progressita (PP). Participou da Assembléia Nacional Constituinte, e foi titular de secretarias diversas. Foi presidente da Corsan e da Companhia Rio-grandense de Mineração (CRM). Em 2002, elegeu-se deputado estadual pelo PPB, e em 2012 e 2016 prefeito de Santa Cruz do Sul pelo PP, cargo que ocupou até sua morte em 20 de dezembro de 2020, aos 76 anos, devido a um câncer.

## Biografia
Kirst nasceu no dia 7 de abril em Santa Cruz do Sul, no ano de 1944, filho de Pedro e Olinda Kirst, e formou-se em direito pela Faculdade de Direito de Santa Maria, onde foi também presidente do diretório acadêmico de seu curso. Casou-se com Teresa Cristina Kirst, com quem teve quatro filhos. Kirst teve uma carreira política sua vida inteira, iniciada em 1972 como vereador de Santa Cruz do Sul pela ARENA, e terminando somente com sua morte em 20 de dezembro de 2020, aos 76 anos, devido a um câncer, enquanto ocupava o cargo de prefeito de Santa Cruz do Sul pelo Partido Progressista.

## Carreira
Kirst teve uma carreira política sua vida inteira, iniciada em 1972, quando elegeu-se vereador de Santa Cruz do Sul pela ARENA, sendo reeleito em 1976, e ocupando a presidência dessa câmara. Em 1978, abdicou ao cargo de vereador e concorreu à vaga de deputado federal, tornando-se suplente de Augusto Trein, e assumindo seu cargo em 1979 quando esse tornou-se secretário do Trabalho e Ação Social. Kirst foi titular da Comissão de Fiscalização Financeira e Tomada de Contas e suplente da Comissão de Comunicação da Câmara. Ainda em 1979, com a re-organização partidária ocorrida nesse ano, ingressou ao Partido Democrático Social (PDS), sendo re-eleito ao cargo de deputado federal em 1982, mas logo no início desse novo cargo, tirou licença para assumir a Secretaria de Transportes do Rio Grande do Sul, no governo de Jair Soares. Trabalhou na secretaria até 1986, subsequentemente reassumindo a vaga de deputado, elegendo-se no pleito de novembro do mesmo ano, ainda pelo PDS.
No contexto da Assembléia Nacional Constituinte de 1987, foi titular da Subcomissão de Defesa do Estado, da Sociedade e de sua Segurança, da Comissão da Organização Eleitoral, Partidária e Garantia das Instituições, e suplente da Subcomissão de Tributos, Participação e Distribuição das Receitas, bem como da da Comissão do Sistema Tributário, Orçamento e Finanças. Na constituinte, Kirst declarava-se anticomunista, votando contra limitações, apropriações e estatizações da propriedade privada, entre outros temas. Com a nova constituição de 1988, Kirst viu-se titular da Comissão de Transportes da Câmara e suplente da Comissão de Agricultura e Política Rural. Em 1990, participou ainda de outras comissões diversas, e em novembro do mesmo ano foi reeleito deputado, ainda pleo PDS. Já em sua quarta legislatura, em 1991 seguiu integrando comissões diversas na câmara.
Em 1992, votou a favor da abertura de processo de impeachment contra Fernando Collor, ano em que integrou a Comissão de Defesa Nacional da Câmara. Em 1993, participou da fundação do Partido Progressista Reformador (PPR), e seguiu integrando comissões diversas na câmara. Durante sua legislatura, votou contra a adoção do voto facultativo e do Fundo Social de Emergência (FSE). Em 1994, Kirst foi re-eleito. Sua base eleitoral provém de sua região natal, no Vale do Rio Pardo e Taquari. Em 1995, filiou-se ao Partido Progressista Brasileiro (PPB), fusão do PPR com o Partido Progressista (PP). Nas votações das emendas constitucionais de Fernando Henrique Cardoso, votou junto à base governista, favorecendo entre outros assuntos a abolição de monopólios estatais. Absteve-se na sessão que prorrogou o Fundo de Estabilização Fiscal (FEF), substituto do FSE.
Em 1996, deixou o cargo de deputado para assumir a secretaria de Obras, Saneamento e Habitação no governo de Antônio Brito, cargo do qual foi exonerado pelo governador para que pudesse votar a favor do governo na câmara, dado que seu suplente, Júlio Redecker, também do PPB, demonstrava oposição às pautas. Em fevereiro de 1997, com sucesso das pautas governistas na esfera federal, retornou à gestão estadual até novembro, quando voltou a assumir o cargo de deputado, sendo titular de comissões diversas. Em 1998, elegeu-se mais uma vez deputado, sendo o mais votado de seu partido.
Em 1999, Kirst foi admitido à Ordem do Mérito Militar no grau de Comendador especial pelo presidente Fernando Henrique Cardoso.
Em 2002, pleitou o cargo de deputado estadual pelo PPB, conseguindo uma suplência. Substituiu o titular Frederico Antunes em 2003, que assumiu a Secretaria das Obras e Planejamento do Governo do Estado. Em 2005, troca de partido para o PMDB, e em 2006, torna-se diretor-presidente da Corsan, permanecendo no cargo até 2007, em que torna-se diretor da Companhia Rio-grandense de Mineração (CRM). Foi então sondado como candidato à prefeitura de Santa Cruz do Sul pelo PMDB nas eleições de 2008, não obtendo a vaga.
Em 2012, Kirst optou por concorrer na eleição para prefeito da cidade de Santa Cruz do Sul, RS. Foi eleito com 51,91% dos votos no primeiro turno em 2012 e reeleito em 2016, com 52,25% dos votos, também no primeiro turno. Na ocasião de sua re-eleição, o segundo colocado, Sérgio Moraes (PTB), que recebeu 38,73% dos votos e havia sido prefeito da cidade por duas vezes (e sua mulher, Kelly Moraes, uma) comentou sobre o mandato e eleição de Telmo, chamando-o de fenômeno - "se reelegeu sem sair de casa, sem ir aos bairros, sem abraçar as pessoas, se recusando almoçar com possíveis eleitores. Nunca recebeu ninguém nestes quatro anos. Eu nunca vi isso. Este cara é um fenômeno, merece meus parabéns".